# Valle San Nicolao
Valle San Nicolao es una localidad y comune italiana de la provincia de Biella, región de Piamonte, con 1.141 habitantes.

## Evolución demográfica
| Gráfica de evolución demográfica de Valle San Nicolao entre 1861 y 2001 |
|                                                                         |
| Fuente ISTAT - elaboración gráfica de Wikipedia                         |